# جيم مكمانوس (تنس)
جيم مكمانوس (بالإنجليزية: Jim McManus)‏ مواليد 16 سبتمبر 1940 في أوكلاند - الوفاة 18 يناير 2011، كان لاعب كرة مضرب أمريكي بدأ مسيرته كمحترف سنة 1968. أعلى تصنيف له في الفردي كان المركز الـ 90.

## روابط خارجية
- جيم مكمانوس على موقع رابطة محترفي التنس (الإنجليزية)
- جيم مكمانوس على موقع الاتحاد الدولي لكرة المضرب (الإنجليزية)
- جيم مكمانوس على موقع خلاصة التنس.كوم (الإنجليزية)
- جيم مكمانوس على موقع أوليمبيديا (الإنجليزية)